# Antiohov valj
Antiohov valj je valj selevkidskega vladarja Antioha I. Soterja iz obdobja okoli 250 pr. n. št. z besedilom v  tradicioalni akadščini. Valj je zdaj v Britanskem muzeju (BM 36277). 
Besedilo na valju se glasi:
Antioh, veliki kralj, mogočni kralj, kralj sveta, kralj Babilonije, kralj [vseh] dežel, varuh Esagile in Ezida, najodličnejši sin Selevka, kralj Makedonec, kralj Babilonije, sem jaz.
Ko sem želel zgraditi [tempelj] Esagila in Ezida, sem [prve] zidake Esagila in Ezida v deželi Hati oblikoval s kakovostnim oljem s svojimi rokami in jih odpeljal in položil v temelje Esagile in Ezida. V 20. dnevu v mesecu adarju leta 43 sem položil temelje Ezida, pravega templja, templja Nabuja, ki je v Borsipi.
O, Nabu, vzvišeni sin, modri med bogovi, ponosen in vreden velike hvale, prvorojeni sin Marduka, potomec kraljice Erue, ki ustvarja potomstvo, glej name z veseljem in naj po tvoji vzvišeni zapovedi, ki je nespremenljiva, osvojim deželo mojih sovražnikov,  upoštevaj dosežke mojih zmag, prevlado nad sovražnikom z [mojo] zmago, kraljestvo pravičnosti, vladavina blaginje, leta sreče [in]  polnega uživanja na visoko starost naj bodo darilo  za kraljevanje Antioha in kralja Selevka, njegovega sina, za vedno. O, sin princa [Marduk], Nabu, sin Esagile, prvorojenec Marduka, potomec kraljice Urue, na tvojem vhodu v Ezido, pravo hišo, hišo tvoje Anujeve ladje, prebivališče želja tvojega srca, naj bodo z veseljem in radostjo - po tvojem pravem ukazu, ki ga ni mogoče razveljaviti, moji dnevi dolgi, moja leta številna, moj prestol varen, moje vladanje dolgotrajno, na tvoji vzvišeni tablici za pisanje, ki postavlja mejo nebes in zemlje.
Naj bo moja dobra [usoda] osnovana v tvojih čistih ustih, naj moje roke osvojijo dežele od sončnega vzhoda in zahoda, da bi lahko tam pobiral davke in jih prinesel, da bi Esagilo in  Ezida naredil popolna. O, Nabu, najodličnejši sin, ko vstopiš v Ezido, pravo hišo, naj bo dobra [usoda] za Antioha, kralja [vseh] dežel, kralja Selevka, njegovega sina in Stratonike, njegove soproge,  naj bo njihova dobra [usoda] odobrena na tvoj ukaz.
— Besedilo na Antiohovem valju